# Festival de jeux
Cet article concerne les festivals non consacrés uniquement aux jeux vidéo. Pour les festivals consacrés aux jeux vidéo, voir Catégorie:Salon du jeu vidéo.
 (février 2017).
Si vous disposez d'ouvrages ou d'articles de référence ou si vous connaissez des sites web de qualité traitant du thème abordé ici, merci de compléter l'article en donnant les références utiles à sa vérifiabilité et en les liant à la section « Notes et références ».
Les festivals de jeux sont une création relativement récente, ils datent de la fin des années 1960 pour les Gen Con aux États-Unis et les deux plus grands festivals en France ont été créés tous les deux en 1986. Le plus grand festival au monde est le salon d’Essen (Internationale Spieltage) en Allemagne.
Ces évènements peuvent être spécialisés à une certaine catégorie de jeux (convention de jeux de rôle, convention de jeux d’adresse, convention des jeux pour l’enfance, etc.) ou être au contraire très diversifiés et reprenant toutes les sous-catégories existantes du jeu.

## Particularités des grands festivals de jeux
Ces festivals se présentent le plus souvent comme des salons en intérieur ou en extérieur regroupant différents intervenants :
- éditeurs, présentant généralement leurs dernières nouveautés au public ;
- créateurs de jeux, parfois auto-édités, présentant également leurs jeux ;
- ludothèques, généralement locales ;
- organismes d’animation ludique, présents souvent dans plusieurs festivals ;
- jurys d’attribution d’un ou plusieurs prix ;
- boutiques locales ou boutiques d’éditeurs ;
- boutique de jeux d’occasion ;
- marché au troc ou échanges de jeux entre particuliers.

On trouve dans ces festivals diverses activités :
- essais de jeux prototypes présentés par leurs auteurs ;
- dédicaces par des auteurs ou illustrateurs ;
- espaces de jeux, souvent en libre service ;
- concours et championnats ;
- animations festives, tels que jeux podium ;
- rencontres professionnelles d’auteurs, d’éditeurs ou d’acteurs du monde des jeux.

Les festivals sont ainsi des lieux de rencontre et d’échanges fructueux[Interprétation personnelle ?] entre amateurs de jeux, éditeurs, illustrateurs, distributeurs, spécialistes de l’animation, etc. Contrairement aux festivals classiques, les participants ne sont pas spectateurs mais acteurs puisqu’ils viennent avant tout pour jouer[réf. souhaitée].
La plupart du temps[réf. nécessaire], ces festivals génèrent à leurs côtés des festivals « off » : tables de jeux dans les cafés ou lieux d’hébergement.

## Liste des festivals

### Festival tournant dans le monde
- Gen Con, créé en 1967, uniquement aux États-Unis jusqu’en 1992, plusieurs éditions par an : des éditions dans de nouveaux pays (pour la première fois au Royaume-Uni en 1992, en Espagne en 1994, aux Pays-Bas en 1998, en Belgique en 1999, en France en 2006, en Australie en 2008). En 2011, il n’y a plus que la Gen Con Indy à Indianapolis.

### Amérique du Nord

#### Canada
- Chaosludik à Montréal, en novembre.
- Ludo-Outaouais dans la région de l’Outaouais.
- Montréal joue à Montréal, pendant 16 jours autour de la semaine de relâche (fin février, début mars), annuel.
- Salon du jeu de société, en novembre
- MEGAMIGS
- DreamHack

#### États-Unis
- Carnage Gaming Convention, dans le Vermont, annuel depuis 1998.
- Gary Con
- Gen Con Indy à Indianapolis, annuel depuis 1968.
- Origins, à Columbus, créé en 1975, annuel.
- The World Boardgaming Championships (concours internationaux de jeux de société), à Lancaster, créés en 1999, annuel.

### Europe

#### Festival tournant en Europe
- Knutepunkt, festival de jeu de rôle grandeur nature tournant sur des périodes de quatre ans, une année en Norvège, la suivante en Suède, celle d’après au Danemark et la suivante en Finlande. S’appelle Knutepunkt en Norvège, lieu de la première édition en 1997, et dans les autres pays du monde, Knutpunkt en Suède, Knudepunkt au Danemark et Solmukohta en Finlande.
- Les Asmoday en France et en Belgique depuis novembre 2006 organisés par Asmodée Éditions et ses partenaires.

#### Allemagne
- Le salon Internationale Spieltage, plus simplement appelé Spiel, à Essen, tous les ans, quatre jours en octobre.
- Le salon international du jouet de Nuremberg (Nürnberger Spielwarenmesse).

#### Belgique
- Cartazimute, chaque année peu après le salon d’Essen, à Mons.
- La Fantastique. Convention des jeux, créée en 2006, les années paires à Bruxelles en 2006 et 2008, à Court-Saint-Étienne en 2010 et en 2012, 2014 à Louvain-la-Neuve au sein du Festival Enjeux! et les années impaires à Mons durant le Festival Trolls et Légendes.
- In Ludo Veritas à Namur, deux conventions chaque année.
- L’International Rendez-Vous (IRV), à Liège, tous les ans.
- Le Brussels Games Festival (BGF), à Bruxelles, tous les ans.
- Le Festival Fol'En Jeux, à Verviers, tous les ans.

#### Danemark
- Fastaval, à Århus, créé en 1986, annuel.
- Knudepunkt.

#### Finlande
- Ropecon, à Espoo, festival de jeu de rôle créé en 1994, annuel.
- Solmukohta.

#### France

##### Festivalsà notoriété internationale[réf.souhaitée]
- Festival international des jeux (FIJ), à Cannes (Alpes-Maritimes), tous les ans, trois jours en février ; créé en 1986.
- Festival ludique international de Parthenay (FLIP), dans la ville du même nom dans les Deux-Sèvres, tous les ans une dizaine de jours en juillet, créé en 1986.
- Salon de la culture et des jeux mathématiques à Paris.
- Salon du jeu de société de Paris (ce salon n'existe plus. Il a été appelé Gen Con Paris en 2006, Gen Con France en 2007 et 2008, et s'est arrêté en 2009).

##### Festivals ànotoriété nationale ou plus locale[précisionnécessaire]
- Le Domaine des jeux à Pérignat-lès-Sarliève (Puy-de-dôme).
- Alchimie du jeu à Toulouse (Haute-Garonne).
- Le Festival Chasse-Partie à Granville (Manche) organisé par l'association Ludificio fin mai de chaque année depuis 2023.
- Et le singe devint pion... à Paulhan (Hérault), tous les ans, mi novembre, depuis 2012.
- Alors...Jouons ! Festival du jeu itinérant du Tarn-et-Garonne Grisolles, Saint-Sardos, Bressols, Montbeton, Castelsarrasin, Golfech.
- Deux jours en jeux Festival du jeu d'Angers (Maine-et-Loire).
- Créa'ludik 02, festival du jeu dans l'Aisne aux alentours de Saint Quentin.
- Festival du Jeu de Société d'Ardèche par Le 07 Qui Prend. Tous les ans le 2ème WE d'octobre depuis 2018.
- Festival du jeu de Gardanne (Bouches-du-Rhône) : la Gamin Generation. A lieu tous les ans et rassemble un univers Festival du jeu dédié aux jeux dans leur ensemble, ainsi qu'une partie Tournois de jeux vidéo en réseau (LAN-party).
- Festival des jeux de Crépy-en-Valois (Oise), tous les ans dans le courant du mois d'octobre..
- Festival des jeux de Saint-Herblain (Loire-Atlantique).
- Festival des jeux de Valence (Drôme), toutes les années paires depuis 2006.
- Festival des jeux de Vauréal (Val-d’Oise).
- Festival du jeu aux Sables d'Olonne en Vendée, week-end en avril depuis 2013.
- Festival du jeu de Cestas (Gironde) tous les ans mi-septembre.
- Festival du jeu de Montpellier (Hérault), tous les ans au mois de mars.
- Festival du jeu de société de Pau (Pyrénées-Atlantiques) tous les ans vers la fin mars.
- Festival du jeu de Colomiers (Haute-Garonne). 13ème édition en 2017 avec 5400 visiteurs.
- Festival du jeu en Pays de Bray à Neufchâtel-en-Bray.
- Festival du jeu en Poitou (Vienne), tous les ans au mois de mai.
- Festival ludique européen (FLEUR), en Bretagne. Chaque année, en août, durant 7 jours. Première édition en 2013.
- Festi'vals de Vals-les-Bains (Ardèche), une fois par an (mi-juillet).
- Finist'Aire de jeux (Finistère), première édition en 2012.
- Gloose - festival du jeu d'Albi (Tarn), première édition en 2014. Tous les ans en juin sur 3 jours.
- Gondreville est ludique (Lorraine) tous les ans, un week-end début février.
- Jeux & Cie à Épinal tous les ans, 3 jours en mars ; créé en 2012.
- Lacanau en jeu (Lacanau, Gironde), le premier week-end de février.
- La Contrée des jeux, festival du jeu à Avignon chaque année en mars.
- La Convention inoubliable (ou la Coin) à Villeneuve d'Ascq - Lille Métropole (Nord), Convention ludique de fin Octobre autour du jeu de plateau, du jeu de rôle et du jeu vidéo. Créée en 2013.
- Les Joutes du Téméraire, Festival du jeu à Nancy, tous les ans (fin octobre ou début novembre), deux jours non-stop. Créé en 1987.
- LubiBreizh à Plouescat (Finistère), chaque année, un mercredi et jeudi en début août depuis 2010.
- LUDICITé la cité du jeu, festival de jeux, 24h de jeu, prix libre, Paris, printemps depuis 2007.
- Ludimania, à Dijon, tous les deuxième week-end de septembre, avec nocturne le samedi soir. Créé en 2009.
- LudiNord, Festival du Jeu et de la Création à Mons-en-Barœul - Lille Métropole (Nord). Créé en 2008. 12000 visiteurs en 2018.
- Ludiquest, le festival du jeu de Saint-Étienne.
- Ludix, festival de création de jeux (jeux non édités), Concours de créateurs de jeux, Gergovie Val d'Allier, mi-novembre.
- Ludo’Délire aux Alleuds (Maine-et-Loire).
- Ludofolies de la Bruche (Gresswiller) (Alsace), festival du jeu de société. Tous les ans fin Janvier.
- LudOuest (anciennement Les 24 heures du jeu) à Theix-Noyalo (Morbihan), annuel en automne, première édition en 2007.
- Orléans Joue, première édition en 2014 (Loiret).
- Panazol joue, festival de jeux de Panazol (Haute-Vienne).
- Paris est ludique !, à Paris (Île-de-France), tous les ans fin juin depuis 2011. Se déroule sur la Pelouse de Reuilly depuis 2016.
- Place aux Jeux, à Grenoble (Isère), tous les ans.
- Rencontres ludiques de Bretagne (RLB), chaque printemps, week-end sur le campus Télécom Bretagne de Brest à Plouzané (Finistère).
- Rencontres Ludiques de Lyon (depuis 2014).
- Rennes en Jeux, festival de jeux à Rennes (Ille-et-Vilaine), se déroule tous les ans depuis 2018[1] fin janvier ou début février.
- RPGers à Plaisance-du-Gers (Gers), tous les ans (fin aout), trois jours non-stop, première édition en 1998.
- Salon du Jeu de Saint-Vrain, tous les ans, début février, toutes sortes de jeux pour toute la famille.
- Salon du jeu et du jouet d’Ugine (Savoie).
- Soissons Game Fest, Festival des activités ludiques se déroulant à Soissons tous les ans, le 1er week-end des vacances de la Toussaint. Première édition en octobre 2024.
- Terminus Ludi, festival de jeux de simulation à Rennes (Ille-et-Vilaine) se déroule tous les ans depuis 2005. Depuis 2012, le festival ne se déroule plus en novembre, mais en février
- Troadé, le festival des jeux (Finistère). À Plouvorn, un week-end par an. Auteurs, éditeurs, ludothèque, boutique, etc.
- Les Turlupinades, festival des jeux en Drôme et Ardèche, le 1er samedi d'octobre, alternativement une année en Ardèche (Charmes-sur-Rhône en 2010), la suivante en Drôme, dans des sites médiévaux ou « imprégnés d'histoire ».
- 24h du jeu de Champs-sur-Marne (Seine-et-Marne).
- Les 24h du jeu de Châteauroux (Indre) se déroule tous les ans depuis 2007 pendant 24h non-stop.
- Les Belligames de Fontainebleau (Seine-et-Marne) se déroule tous les ans pendant 2 jours.
- Fête vos jeux à Montbéliard (Doubs), se tient tous les ans le premier week-end de Novembre depuis 10 ans.
- Val des jeux à Serris (Seine-et-Marne)

#### Italie
- giocAosta, trois jours de jeux à la fin du mois d'août dans la place principale d'Aoste.
- GiocaTorino, organisée en novembre à Turin part les associations du Piémont et de la Vallée d'Aoste.
- Lucca Comics and Games, à Lucques entre fin d'octobre et début novembre.
- Play, principale foire commerciale italienne, tous les ans à Modène au printemps.

#### Norvège
- Knutepunkt.

#### Pays-Bas
- Spellenspektakel.

#### Portugal
- Ludopolis au jardim de Ultramar dans le quartier de Belém de Lisbonne, première édition sur quatre jours du 14 au 17 juin 2012.

#### Royaume-Uni
- ManorCon, créée en 1983, convention annuelle en juin ou juillet :
  - à l’université de Birmingham de 1983 à 2006 ;
  - à Leicester depuis 2007.

#### Suède
- GothCon (en), convention annuelle au moment de Pâques à Gothembourg, a eu lieu chaque année depuis 1977, date de sa première édition.
- Knutpunkt.

#### Suisse
- Ludesco, festival de jeux et d'expériences ludiques, à La Chaux-de-Fonds. Créé en 2009, annuel, à la mi-mars durant 55 heures non stop. Remise du Swiss Gamers Award.
- Orc'idée, convention lémanique de jeux de simulation, à Lausanne. La première édition s'est tenue en 1990, et la convention a lieu chaque année (à quelques exceptions près) au printemps sur un weekend, entre mars et avril.